# بخش کارول (اوتاوا، اوهایو)
بخش کارول (به انگلیسی: Carroll Township) یک منطقهٔ مسکونی در ایالات متحده آمریکا است که در شهرستان اتاوا، اوهایو واقع شده‌است.
 بخش کارول ۹۳٫۹ کیلومتر مربع مساحت و ۱٬۹۳۱ نفر جمعیت دارد و ۱۷۵ متر بالاتر از سطح دریا واقع شده‌است.